# 横山氏
横山氏（よこやまし）は、武家・士族・華族だった日本の氏族。近江国を本拠として小野妹子、小町、道風、篁などを輩出した小野氏の末裔として小野を本姓とし、武蔵国横山などを拠点に平安時代末～鎌倉時代初期に武蔵七党の一つ横山党を形成した。
戦国時代～安土桃山時代にはその末裔とされる横山長隆が前田利長に仕えるようになり、その子孫が江戸時代に加賀金沢藩の八家の一家となり、維新後には士族を経て華族の男爵家に列するとともに、昭和初期までを中心に支流を含む多くの一族が実業家・政治家・官僚として活躍した。

## 歴史

### 武蔵横山党
小野篁の7代目の子孫の孝泰が武蔵守として下向して武蔵国横山（現八王子市）に土着し、その子義孝が横山を称するようになったという。平安時代末期から鎌倉時代初期に横山氏の一族は武蔵七党の一つとして横山党を形成した。小野篁の子孫と称したため、小野党とも称された。
横山党は多摩川流域で勢力をふるい、武蔵国のみならず相模国や上野国にも進出。七党の中でも最大の武士団となった。前九年の役では源頼義、保元・平治の乱では源義朝に与した。治承・寿永の乱では横山時広・時兼父子が源頼朝の挙兵に従って戦功をあげて鎌倉幕府御家人となった。しかし和田合戦で縁戚であった和田義盛に与したため北条氏の討伐を受けて衰退した。

### 加賀八家の横山家
江戸時代に加賀八家、明治以降華族の男爵家となった横山家は、横山党の野内氏の末裔だったという。美濃国の土豪横山時隆の子長隆は、稲葉氏、金森氏を経て天正10年（1582年）から越前府中城主である前田利長に仕えるようになったが、賤ヶ岳の戦いの際、前田利家らが退却する際に殿軍を務めて戦死した。その子長知は利長に従って加賀松任城・越中守山城に移るが、慶長4年（1599年）に利長が父・利家の家督を継いだ際にこれに従って金沢城に入った。なお、前田利長は父・利家の存命中より信長・秀吉から父とは別に所領を与えられて独自の家臣団を編成しており、長隆父子はその時期からの利長直臣である。そのため、利長の父である利家とは一度も直接主従関係を持ったことがない。
長知は、慶長5年（1600年）に前田利長が徳川家康から謀反の嫌疑をかけられた際、大坂城の家康に元に赴き弁明に努め事なきを得た。その子康玄も、寛永8年（1631年）に前田利常が幕府より謀反の嫌疑を受けた際、老中土井利勝に弁明しその嫌疑を晴らした。加賀藩主前田家3代への功績大きく、長知の嫡流は3万石を知行し加賀金沢藩で「加賀八家」と称される家老職などを務める年寄衆（人持組頭）8家の一つとなり、その支流も、1万石を知行し代々のほとんどが家老職を務めた横山蔵人家（正完流。人持組）、3500石の横山外記家（長昌流。人持組）、1000石の横山左兵衛家（常隆流）、500石の横山引馬家（隆誨流）など多くの一族が前田氏に仕えた（石高は概ね幕末期のもの）。
八家は陪臣ながら徳川御三家家老などと同様に4名に官位（諸大夫成）が許されており、横山家嫡流も多数の当主が従五位下山城守などに叙されている。

### 華族、実業家としての横山家
明治維新後には士族となった。明治17年（1884年）に華族が五爵制になった際に定められた『叙爵内規』の前の案である『爵位発行順序』所収の『華族令』案の内規（明治11年・12年頃作成）や『授爵規則』（明治12年以降16年頃作成）では万石以上陪臣が男爵に含まれており、横山家も男爵候補に挙げられているが、最終的な『叙爵内規』では旧万石以上陪臣は授爵対象外となったためこの時点では横山家は士族のままだった。
明治15年・16年頃作成と思われる『三条家文書』所収『旧藩壱万石以上家臣家産・職業・貧富取調書』は、当時の嫡流の当主横山隆平について所有財産を金禄公債2万8015円、苟完社株券200円、田畑6町2反6畝22歩、宅地9畝3歩、職業は苟完社社長と記されている。
旧万石以上陪臣の叙爵が開始されていた時期である明治33年（1900年）5月9日に至って隆平は華族の男爵に叙せられた。隆平は、叔父で分家した隆興
らと共に尾小屋鉱山の経営にあたり、明治21年（1888年）には石川県の高額所得者第一位となるなど大きな成功を収めた
。その他共同生命保険、金沢電気軌道など各社の重役や金沢商業会議所会頭などを務めた実業家であり、貴族院の男爵議員にも当選して務めた政治家であるとともに、また貧民救済などの慈善事業に尽した功績で紺綬褒章を授けられた。
隆平の孫の隆良も金沢遊覧自動車会社取締役支配人、金沢電気軌道監査役などを歴任して実業家として活躍した。彼の代に横山男爵家の邸宅は石川県金沢市上柿木畠にあった。